# Arie de Vroet
Arie de Vroet (Oud-Beijerland, 9 novembre 1919 – Woudenberg, 9 settembre 1999) è stato un allenatore di calcio e calciatore olandese, di ruolo ala sinistra.

## Carriera
Ha vinto il campionato olandese nella stagione 1939-1940 con il Feyenoord.
Con la Nazionale ha partecipato ai Giochi Olimpici Londra 1948.
Ha giocato 22 partite con la Nazionale olandese.

## Palmarès
- Campionato olandese: 1

Feyenoord: 1939-1940